# 29 mars
Pour les articles homonymes, voir Vingt-Neuf-Mars.
29 février 29 avril
Chronologies thématiques
- Croisades
- Ferroviaires
- Sports
- Disney
- Anarchisme
- Catholicisme

Abréviations / Voir aussi
- (° 1852) = né en 1852
- († 1885) = mort en 1885
- a.s. = calendrier julien
- n.s. = calendrier grégorien
- Calendrier
- Calendrier perpétuel
- Liste de calendriers
- Naissances du jour

Le 29 mars est le 88e jour, moins souvent le 89e, de l'année du calendrier grégorien ; il en reste ensuite 277.
C'était généralement le 9e jour du mois de germinal dans le calendrier républicain français, officiellement dénommé jour de l'aulne.

## Événements

### Vesiècleav. J.-C.
- 479 av. J.-C. : l'armée du général Artabaze de Xerxès Ier est emportée par un raz-de-marée alors qu'elle assiégeait Potidée en Grèce.

### VIesiècle
- 502 : le roi des Burgondes Gondebaud promulgue la loi Gombette.

### XVesiècle
- 1410 : capitulation du judicat d'Arborée : la Sardaigne devient aragonaise.
- 1430 : prise de Thessalonique par Mourad II.
- 1461 : bataille de Towton (guerre des Deux-Roses).

### XVIIesiècle
- 1632 : traité de Saint-Germain-en-Laye.

### XVIIIesiècle
- 1790 : signature du traité d'alliance et d'amitié entre la Pologne-Lituanie et la Prusse.
- 1792 : assassinat du roi Gustave III de Suède.
- 1793 : deuxième bataille des Sables-d'Olonne, lors de la guerre de Vendée.

### XIXesiècle
- 1809 : la diète de Porvoo prête allégeance à Alexandre Ier, créant ainsi le Grand-duché de Finlande.
- 1815 : durant les Cent-Jours, Napoléon Ier édicte le Décret impérial abolissant la traite des Noirs.
- 1830 : par une pragmatique sanction, Ferdinand VII d'Espagne révoque la loi salique.
- 1847 : victoire américaine au siège de Veracruz pendant la guerre américano-mexicaine.
- 1879 : victoire britannique à la bataille de Kambula pendant la guerre anglo-zouloue.

### XXesiècle
- 1903 : combat de Ksar el Azoudj dans le Sahara oranais pendant la campagne du Maroc.
- 1917 : formation du gouvernement provisoire russe à la suite de la Révolution de Février.
- 1919 : acquittement de Raoul Villain pour l'assassinat de Jean Jaurès.
- 1936 : Adolf Hitler organise des élections législatives visant à obtenir un soutien à la remilitarisation de la Rhénanie.
- 1941 : victoire britannique à la bataille du cap Matapan pendant la Seconde Guerre mondiale.
- 1945 : 
  - massacre de Deutsch Schützen-Eisenberg.
  - fin de l'encerclement d’Heiligenbeil.
  - les derniers missiles V1 sont tirés.
- 1947 : insurrection anti-française à Madagascar.
- 1955 : résolution no 106, du Conseil de sécurité des Nations unies, sur la question de la Palestine.
- 1956 :
  - réhabilitation de László Rajk, ancien ministre des Affaires étrangères, exécuté en 1949 sous l’accusation de titisme et de trahison.
  - James Coleman, gouverneur du Mississippi, crée officiellement la Mississippi State Sovereignty Commission.
- 1961 : ratification du vingt-troisième amendement de la Constitution des États-Unis, par lequel le District de Columbia obtient de voter aux élections présidentielles.
- 1988 : assassinat de Dulcie September, représentante de l'ANC.
- 1993 : Édouard Balladur devient Premier ministre de la République française.

### XXIesiècle
- 2002 : l'armée israélienne lance l'opération Rempart en Cisjordanie.
- 2004 : la Bulgarie, l'Estonie, la Lettonie, la Lituanie, la Roumanie, la Slovaquie et la Slovénie rejoignent l'OTAN.
- 2010 : attentats à Moscou.
- 2015 :
  - en Ouzbékistan, Islom Karimov est réélu président pour un quatrième mandat.
  - les élections départementales françaises donnent une majorité des départements à la droite.
- 2017 :
  - la Première ministre britannique Theresa May lance la procédure de retrait du Royaume-Uni de l'Union européenne.
  - la Turquie annonce la fin de l'Opération Bouclier de l'Euphrate en Syrie.
- 2019 : au Royaume-Uni, les députés de la Chambre des Communes rejettent pour la troisième fois l'accord de retrait du Brexit, par 344 voix contre 286, négocié entre Theresa May et l'Union européenne.
- 2020 : 
  - des élections législatives se déroulent au Mali après plusieurs années de reports afin de renouveler les 147 membres de l'Assemblée nationale du pays. Elles sont perturbées par l'enlèvement du chef de file du parti d'opposition Soumaïla Cissé (de l'URD) par un groupe armé dans la région de Tombouctou le 25 mars[1] et par la pandémie de covid-19[2]. 17 députés sont élus dès le premier tour[3].
  - Le journaliste d'opposition et du Hirak algérien Khaled Drareni est placé sous mandat de dépôt (relâché depuis après plusieurs mois d'emprisonnement).

## Arts, culture et religion
- 1179 : élection de l'antipape Innocent III.
- 1871 : inauguration du Royal Albert Hall.
- 1882 : fondation des Chevaliers de Colomb.
- 1949 : première sortie en kiosques du magazine français Paris Match, avec Winston Churchill en couverture et pour la première fois des photos en couleurs du Palais présidentiel de l'Élysée[4].
- 1964 : Radio Caroline, une radio pirate offshore, commence à émettre.
- 1972 : le groupe ABBA enregistre son premier single People Need Love[5].
- 1974 : découverte d'une armée de terre cuite à proximité de la ville de Xi'an en Chine continentale.

## Sciences et techniques
- 1807 : l'astronome Heinrich Olbers découvre l'astéroïde Vesta.
- 2006 : quatrième éclipse solaire totale du XXIe siècle.
- 2025 : l'éclipse solaire partielle est visible au niveau de l'Arctique occidental, de l'Europe et de l'Afrique du Nord[6].

## Économie et société
- 479 av. J.-C. : raz-de-marée en mer Égée et Grèce (emportant notamment l'armée du général Artabaze de Xerxès Ier alors qu'elle assiégeait Potidée).
- 1996 : le RAID donne l'assaut contre une planque du gang de Roubaix.

## Naissances

### XIVesiècle
- 1395 : Jean Holland, noble anglais et un commandant militaire pendant la guerre de Cent Ans († 5 août 1447).

### XVIIIesiècle
- 1749 : Jean-Pierre Maurice de Rochon, militaire français († 1796).John Tyler

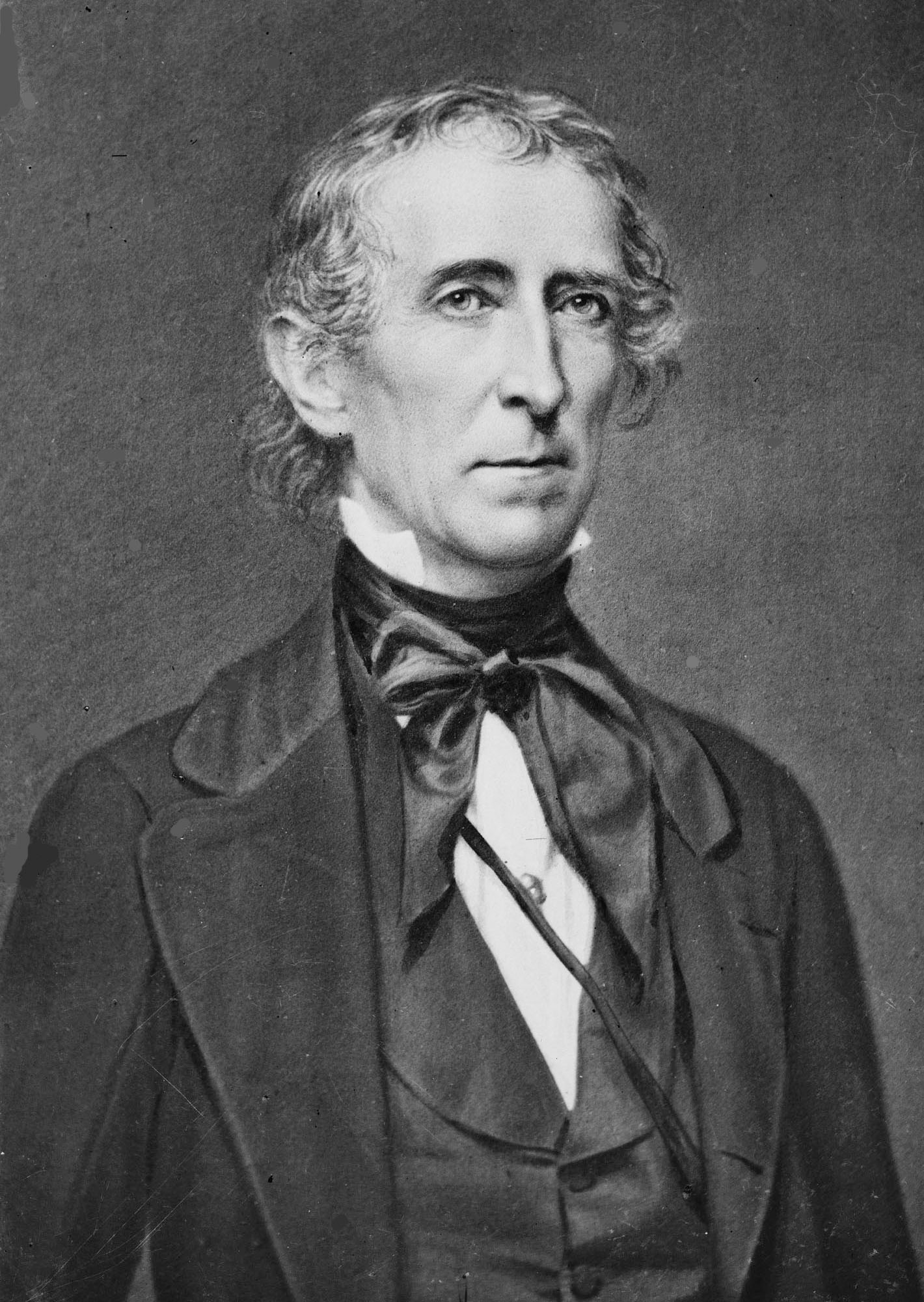
John Tyler

- 1757 : Carl Axel Arrhenius, chimiste suédois († 20 novembre 1824).
- 1769 : Nicolas Jean-de-Dieu Soult, militaire français († 26 novembre 1851).
- 1790 : John Tyler, avocat et homme politique américain, 10e président des États-Unis de 1841 à 1845 († 18 janvier 1862).

### XIXesiècle
- 1824 : Ludwig Büchner, philosophe et naturaliste allemand († 1er mai 1899).
- 1838 : Louis André, général français et homme politique français († 18 mars 1913).
- 1854 : Émile Basly, syndicaliste et homme politique français († 11 février 1928).
- 1864 : Étienne Clémentel, homme politique français († 25 décembre 1936).
- 1867 : 
  - Denton True « Cy » Young, joueur de baseball américain († 4 novembre 1955).
  - Gustave Alfred Noiré, militaire français († 9 mai 1915).
- 1873 : Tullio Levi-Civita, mathématicien italien († 29 décembre 1941).
- 1875 : Ysabel Minoggio-Roussel, peintre française.
- 1876 : Ioánnis Georgiádis, escrimeur grec, premier champion olympique au sabre des jeux modernes († 14 mars 1960).
- 1880 : Walter Guinness, homme politique britannique († 6 novembre 1944).
- 1881 : Raymond Hood, architecte américain († 14 août 1934).
- 1889 : Warner Baxter, acteur américain († 7 mai 1951).
- 1892 : József Mindszenty, prélat hongrois († 6 mai 1975).
- 1895 : 
  - Jean Eschbach , résistant alsacien et chef FFI († 19 août 1978).
  - Ernst Jünger, écrivain allemand († 17 février 1998).
- 1896 : Wilhelm Ackermann, mathématicien allemand († 24 décembre 1962).
- 1898 : Cecil Arthur Lewis, aviateur et écrivain britannique († 27 janvier 1997).
- 1899 : Lavrenti Beria (ლავრენტი პავლეს ძე ბერია), homme politique soviétique violeur et tueur de masse († 23 décembre 1953).

### XXesiècle
- 1902 : Marcel Aymé, écrivain, scénariste et dialoguiste français († 14 octobre 1967).
- 1903 : Douglas Harkness (en), homme politique canadien († 2 mai 1999).
- 1906 :
  - Edward George Power Biggs, organiste de concert américain d’origine britannique († 10 mars 1977).
  - Tamara Khanum, danseuse ouzbèke († 30 juin 1991).
  - Émile Legault, prêtre catholique, animateur et homme de théâtre québécois († 28 août 1983).
- 1908 :
  - Arthur O'Connell, acteur américain († 18 mai 1981).
  - Dennis O'Keefe, acteur américain († 31 août 1968).
  - Bob (Robert Weighton), supercentenaire britannique un temps doyen masculin de l'humanité († 28 mai 2020).
- 1915 : Kenneth Arnold, aviateur américain († 16 janvier 1984).
- 1918 :
  - Pearl Bailey, chanteuse américaine († 17 août 1990).
  - Samuel Moore « Sam » Walton, homme d’affaires américain, fondateur de la chaîne Wal-Mart († 5 avril 1992).
- 1919 : Eileen Heckart, actrice américaine († 31 décembre 2001).
- 1920 :
  - Clarke Fraser, spécialiste en génétique médicale et enseignant universitaire québécois d'origine américaine († 17 décembre 2014).
  - Pierre Moinot, romancier français († 6 mars 2007).
  - Simone Rozès, ancienne magistrate française, première femme présidente de la Cour de cassation, devenue centenaire.
- 1921 : Jacqueline Joubert (Jacqueline Annette Édith Pierre dite), productrice et présentatrice de télévision française († 8 janvier 2005).
- 1925 : David Tsimakuridze, lutteur géorgien concourant pour l'URSS († 9 mai 2006).
- 1928 : Vincent Gigante, boxeur et mafieux américain († 19 décembre 2005).
- 1929 :
  - Givi Kartoziya, lutteur géorgien, champion olympique et du monde († 3 avril 1998).
  - Lennart Meri, homme politique, écrivain et réalisateur estonien, président de la république d'Estonie de 1992 à 2001 († 14 mars 2006).
  - Roger Pradines, réalisateur et documentariste français († décembre 2003).
- 1930 : 
  - Anerood Jugnauth (सिर अनिरुद्ध जगन्नाथ), homme politique mauricien président de la République de 2003 à 2012 († 3 juin 2021).
  - Félix Le Garrec, photographe et cinéaste breton et français.
- 1931 : Alekseï Goubarev (Алексей Александрович Губарев), cosmonaute soviétique († 21 février 2015).
- 1933 : Marc Roguet, cavalier français champion olympique.
- 1934 : Matthias Rioux, journaliste, animateur de radio et homme politique québécois.
- 1935 : Alain Maillard de La Morandais, prêtre catholique français aumônier du monde du spectacle.
- 1939 :
  - Terence Hill (Mario Girotti dit), acteur italien.
  - Jean-Marie Vanlerenberghe, homme politique français.
- 1941 : Manu Bonmariage, réalisateur belge († 6 novembre 2021).
- 1942 : Scott Wilson, acteur américain († 6 octobre 2018).
- 1943 :
  - Eric Idle, acteur, scénariste et réalisateur britannique issu de la troupe fantaisiste des Monty Python.
  - John Major, homme politique britannique et anglais conservateur / tory, ancien premier ministre vers 1990 à 1997.
  - Vangelis (Evángelos Odysséas Papathanassíou / Ευάγγελος Οδυσσέας Παπαθανασίου dit), musicien grec des Aphrodite's childs puis compositeur de musiques de films. († 17 mai 2022).
- 1944 :
  - Terry Jacks, chanteur et compositeur canadien.
  - Dennis Dale « Denny » McLain (en), joueur de baseball professionnel américain.
- 1945 :
  - Walter « Walt » Frazier, joueur de basket-ball américain.
  - Simon Renucci, homme politique français.
- 1946 : Gilbert Hottois, philosophe belge († 16 mars 2019).
- 1947 :
  - Robert Troy « Bobby » Kimball, chanteur américain du groupe Toto.
  - Aleksandr Viktorenko (Александр Степанович Викторенко), cosmonaute soviétique.
- 1948 : Bud Cort (Walter Edward Cox dit), acteur américain.
- 1949 :
  - Michael Brecker, saxophoniste de jazz américain († 13 janvier 2007).
  - Pauline Marois, femme politique canadienne, première ministre du Québec de 2012 à 2014.
  - Yuri Shtern, homme politique israélien († 16 janvier 2007).
- 1950 : Mory Kanté, chanteur et musicien guinéen. († 22 mai 2020).
- 1951 :
  - Christiane Charette, animatrice québécoise de radio et de télé.
  - William Clarke (en), harmoniciste de blues américain († 3 novembre 1996).
  - Nick Ut (Nick Ut Cong Huynh ou Huỳnh Công Út dit), photojournaliste et photographe vietnamo-américain, célèbre en particulier pour un cliché et tournant dans la guerre américaine au Vietnam.
- 1952 :
  - Rainer Bonhof, footballeur puis entraîneur allemand.
  - Brad McCrimmon, hockeyeur sur glace puis entraîneur canadien († 7 septembre 2011).
  - Teofilo Stevenson, boxeur cubain († 11 juin 2012).
- 1953 : Luc Tardif, hockeyeur sur glace puis dirigeant sportif franco-canadien.
- 1954 :
  - Patrice Neveu, footballeur puis entraîneur français.
  - Gérard Soler, footballeur puis entraîneur français.
- 1955 :
  - Earl Campbell, joueur américain de football américain.
  - Brendan Gleeson, acteur irlandais.
- 1957 :
  - Maurice Benayoun, artiste français.
  - Michael Foreman, astronaute américain.
  - Christophe Lambert, acteur français.
  - Susana Lizano, astrophysicienne mexicaine.
- 1958 : Joseph Macé-Scaron, journaliste français.
- 1960 : Annabella Sciorra, actrice américaine.
- 1961 : Françoise Amiaud, basketteuse française.
- 1963 : Rajmond Debevec, tireur sportif slovène, champion olympique.
- 1964 :
  - Bruno Blanchet, humoriste et acteur québécois.
  - Elle Macpherson, actrice et femme d’affaires australienne.
- 1965 : 
  - William Oefelein, astronaute américain.
  - Voúla Patoulídou, athlète grecque, championne olympique du 110 m haies.
- 1966 : Krasimir Balakov (Красимир Генчев Балъков), footballeur puis entraîneur bulgare.
- 1967 :
  - André Bouchet dit Passe-Partout, acteur et animateur de télévision français.
  - Nathalie Cardone, chanteuse française.
  - Michel Hazanavicius, réalisateur, scénariste et producteur français.
- 1968 :
  - Sue Foley, guitariste et chanteuse canadienne.
  - Lucy Lawless, actrice néo-zélandaise.
  - Alan Budikusuma, joueur de badminton indonésien, premier champion olympique de la discipline.
- 1971 : Kim Mi-jung, judokate sud-coréenne, championne olympique.
- 1972 :
  - Michel Ancel, concepteur de jeux français.
  - Rui Costa, footballeur portugais.
- 1973 : 
  - Maurice Whitfield, basketteur américain naturalisé tchèque.
  - Brad Bridgewater, nageur américain, champion olympique.
- 1974 :
  - Marc Gené, pilote de F1 et de courses automobile d'endurance espagnol.
  - Cyril Julian, basketteur français.
- 1975 :
  - Marie-Joanne Boucher, actrice québécoise.
  - Yannick Renier, acteur belge.
- 1976 : 
  - Jennifer Capriati, joueuse de tennis américaine.
  - Laure de Lattre, animatrice de télévision française.
  - Kjell-Ole Haune, compositeur norvégien.
- 1978 : Igor Rakočević (Игор Ракочевић), basketteur serbe.
- 1979 :
  - Estela Giménez, gymnaste espagnole.
  - Leon Hayward, hockeyeur sur glace américain.
- 1980 : Robert Archibald, basketteur écossais.
- 1981 :
  - Admiral T (Christy Campbell dit), artiste français de reggae-dancehall.
  - Jussi Veikkanen, cycliste sur route finlandais.
- 1982 : Florian Kilama, volleyeur français.
- 1983 : 
  - Sofian El Adel, joueur international néerlandais de futsal.
  - Yusuf Saad Kamel (يوسف سعد كامل), athlète de demi-fond bahreïnien.
- 1984 : 
  - Mohamed Bouazizi (arabe : محمد البوعزيزي), de son vrai nom Tarek Bouazizi (طارق محمد البوعزيزي), vendeur ambulant tunisien devenu activiste par son immolation († 4 janvier 2011).
  - Jenning Huizenga, coureur cycliste néerlandais.
  - Juan Mónaco, joueur de tennis argentin.
  - Fary Seye, judokate sénégalaise.
  - Valeria Sorokina, joueuse de badminton russe.
  - Ole-Kristian Tollefsen, joueur de hockey sur glace norvégien.
- 1985 : 
  - Fernando Amorebieta, footballeur hispano-vénézuélien.
  - Maxim Lapierre, hockeyeur sur glace canadien.
- 1986 :
  - Cheikh Ndoye, footballeur sénégalais.
  - Romina Oprandi, joueuse de tennis italo-suisse.
- 1987 :
  - Romain Hamouma, footballeur français.
  - Sabrina Maree, mannequin et actrice pornographique américaine.
  - Dimitri Payet, footballeur français.
- 1988 : Tat'yana Likhtarovitch (Таццяна Ліхтаровіч), basketteuse biélorusse.
- 1989 : Arnold Peralta, footballeur hondurien († 10 décembre 2015)
- 1990 :
  - Joris Delle, footballeur français.
  - Travis Leslie, basketteur américain.
- 1991 : 
  - Fabio Borini, footballeur italien.
  - N'Golo Kanté, footballeur franco-malien.
- 1993 : 
  - Nour Abdelsalam, taekwondoïste égyptienne.
  - Thorgan Hazard, footballeur belge.
- 1994 : Sulli, chanteuse, actrice et danseuse sud coréenne († 14 octobre 2019).
- 1995 : Gaël Assumani,  boxeur professionnel congolais évoluant dans la catégorie des poids légers.
- 1996 : Romain Del Castillo, footballeur français.

## Décès

### XIesiècle
- 1058 : Étienne IX (Frédéric de Lorraine dit), pape des 2 et 3 août 1057 à sa mort (° vers 1020).

### XIVesiècle
- 1368 : Go-Murakami (後村上天皇), empereur du Japon de 1339 à 1368 (° 1328).

### XVIesiècle
- 1519 : François II, marquis de Mantoue (° 10 août 1466).
- 1578 : Louis de Lorraine, prélat français (° 21 octobre 1527).

### XVIIesiècle
- 1683 : Yaoya Oshichi (八百屋お七), adolescente incendiaire japonaise, brûlée vive à Edo (° vers 1667).

### XVIIIesiècle
- 1772 : Emanuel Swedenborg, philosophe et mathématicien suédois (° 29 janvier 1688).
- 1792 : Gustave III, roi de Suède de 1771 à 1792 (° 24 janvier 1746).
- 1794 : Nicolas de Condorcet, philosophe, économiste, mathématicien et homme politique français (° 17 septembre 1743).
- 1796 : général François Athanase Charette de La Contrie, militaire français, exécuté (° 2 mai 1763).
- 1800 : Marc-René de Montalembert, écrivain et ingénieur militaire français (° 16 juillet 1714).

### XIXesiècle
- 1818 : Alexandre Pétion (Alexandre Sabès dit), dirigeant haïtien, président de la république du Sud d'Haïti de 1807 à 1818 (° 2 avril 1770).
- 1825 : Marie-Emmanuelle Bayon, compositrice, pianiste et salonnière française (° 6 juin 1745).
- 1849 : Hector Perron de Saint-Martin, général piémontais ayant servi dans l'armée française (° 1789).
- 1855 : Henri Druey, homme politique suisse, conseiller fédéral de 1848 à 1855 (° 12 avril 1799).
- 1886 :
  - Étienne Ancelon, homme politique français (° 19 mai 1806).
  - Théodore Lissignol, homme politique suisse (° 25 janvier 1820).
  - Gustavo Mazè de la Roche, général et homme politique italien (° 27 juillet 1824).
- 1888 : Charles-Valentin Alkan, pianiste et compositeur français (° 30 novembre 1813).
- 1891 : Georges Seurat, peintre français (° 2 décembre 1859).

### XXesiècle
- 1903 : Charles Lovy, militaire français, tué au combat de Ksar el Azoudj (° 5 juin 1880).
- 1908 : Jean Lagrange, sculpteur et médailleur français (° 6 novembre 1831).
- 1912 :
  - John Gerrard Keulemans (Johannes Gerardus Keulemans dit), peintre et illustrateur néerlandais (° 8 juin 1842).
  - Robert Falcon Scott, explorateur britannique (° 6 juin 1868).
- 1937 : Karol Szymanowski, compositeur polonais (° 6 novembre 1882).
- 1947 : Annibale Berlingieri, député du royaume d'Italie (° 1er avril 1874).
- 1956 : Olena Kysilevska, journaliste, écrivaine et femme politique ukrainienne (° 24 mars 1869).
- 1959 :
  - Barthélemy Boganda, prêtre et homme politique centrafricain, Premier ministre de la République centrafricaine de 1958 à 1959 (° 4 avril 1910).
  - Amirouche Aït Hamouda et Si El Haouès, algériens, membres de l'Armée de libération nationale (° 31 octobre 1926).
- 1963 :
  - Henry Bordeaux, écrivain et académicien français (° 25 janvier 1870).
  - Gaspard Fauteux, homme politique québécois (° 27 août 1898).
- 1973 : Ida Rosenthal, femme d'affaires américaine (° 9 janvier 1886).
- 1977 : Peter Földes, cinéaste d'animation britannique (° 22 août 1924).
- 1980 : Mantovani (Annunzio Paolo Mantovani dit), chef d’orchestre populaire britannique d’origine italienne (° 15 novembre 1905).
- 1982 : Carl Orff, compositeur allemand (° 10 juillet 1895).
- 1985 : Sœur Sourire (Jeanne-Paule Marie Deckers dite), chanteuse belge (° 17 octobre 1933).
- 1988 :
  - Maurice Blackburn, compositeur canadien (° 22 mai 1914).
  - Theodore Bernard « Big Klu » Kluszewski (en), joueur de baseball professionnel américain (° 10 septembre 1924).
  - Jacques Santi (Jacques Djioubi dit), acteur et réalisateur français (° 11 mars 1939).
  - Dulcie September, femme politique sud-africaine (° 20 août 1935).
- 1989 : Bernard Blier, acteur français (° 11 janvier 1916).
- 1992 : Paul Henreid, acteur autrichien (° 10 janvier 1908).
- 1994 :
  - Paul Grimault, réalisateur de films d'animation français (° 23 mars 1905).
  - Bill Travers (William Linden-Travers dit), acteur britannique (° 3 janvier 1922).
- 1996 : William Alfred « Bill » Goldsworthy, joueur de hockey sur glace canadien (° 24 août 1944).
- 1997 : 
  - Hans-Walter Eigenbrodt, footballeur allemand (° 4 août 1935).
  - James Holding, écrivain américain (° 27 avril 1907).
  - Hans Quest, acteur et réalisateur allemand (° 20 août 1915).
  - Roger Rocher, industriel et dirigeant de club de football (° 6 février 1923).
  - Ruth Sager, généticienne américaine (° 7 février 1918).
- 1999 : Joseph Goreed « Joe » Williams, chanteur de jazz et de blues américain (° 12 décembre 1918).
- 2000 : Anna Sokolow, danseuse et chorégraphe américaine (° 9 février 1910).

### XXIesiècle
- 2001 : 
  - Helge Ingstad, explorateur norvégien (° 30 décembre 1899).
  - John Lewis, pianiste de jazz américain (° 3 mai 1920).
- 2003 : 
  - Kurt Gimmi, cycliste sur route suisse (° 13 janvier 1936).
  - Carlo Urbani, parasitologue italien (° 19 octobre 1956).
- 2004 : Simone Renant (Georgette Buigny dite), actrice française (° 19 mars 1911).
- 2005 : Michel Grisolia, homme de lettres français (° 18 août 1948).
- 2006 : Gilles Martinet, homme politique français (° 8 août 1916).
- 2009 :
  - Maurice Jarre, compositeur français (° 13 septembre 1924).
  - Andrew Alcott « Andy » Hallett, acteur et chanteur américain (° 4 août 1975).
- 2010 : Jacques Dacqmine, acteur et doubleur vocal français (° 30 novembre 1923).
- 2011 :
  - José Alencar, homme politique brésilien (° 17 octobre 1931).
  - Iákovos Kambanéllis (Ιάκωβος Καμπανέλλης), écrivain et poète grec (° 2 décembre 1922).
  - Robert Tear, ténor britannique (° 8 mars 1939).
- 2013 : Ralph Klein, homme politique canadien, Premier ministre de l'Alberta de 1992 à 2006 (° 1er novembre 1942).
- 2014 : Michel Dinet, homme politique français (° 6 novembre 1948).
- 2016 : Jean-Pierre Coffe, animateur de radio et de télévision, critique gastronomique, écrivain, cuisinier et comédien français (° 24 mars 1938).
- 2019 : 
  - Mariza Dias Costa, caricaturiste et illustratrice politique sud-américaine (guatémalto-brésilienne, ° 16 octobre 1952).
  - Agnès Varda, réalisatrice française (° 30 mai 1928).
- 2021 : Robert Opron, designer automobile français. (° 22 février 1932).
- 2024 :
  - Jules Ajodhia, homme politique surinamais (° 27 janvier 1945).
  - Habib Benmimoun, footballeur international algérien (° 11 avril 1957).
  - Gerry Conway, batteur et percussionniste de folk et de rock britannique (° 11 septembre 1947).
  - Katsura Funakoshi, sculpteur japonais (° 25 mai 1951).
  - Louis Gossett Jr., acteur, producteur et réalisateur américain (° 27 mai 1936).
  - Trevor Griffiths, dramaturge britannique (° 4 avril 1935).
  - Péter Juhász, football international hongrois (° 3 août 1948).
  - Katsumi Komagata, artiste japonais (° 17 octobre 1953).
  - Hans-Joachim Meyer, homme politique est-allemand puis allemand (° 13 octobre 1936).
  - Chance Perdomo, acteur américano-britannique (° 19 octobre 1996).
  - Amedeo Quondam, académicien, historien de la littérature et essayiste italien (° 31 août 1943).
- 2025 :
  - Ken Bruen, écrivain de roman policier irlandais (° 3 janvier 1951).
  - Richard Chamberlain, acteur américain (° 31 mars 1934).
  - Stefan Hula, skieur de combiné nordique polonais (° 12 septembre 1947).

## Célébrations

### Nationales
- République centrafricaine (Union africaine) : journée Barthélemy Boganda[réf. nécessaire], fériée célébrant l'anniversaire de la mort du chef indépendantiste en 1959 ci-avant.
- Chili : Día del joven combatiente (es) : « journée du jeune combattant » en hommage aux frères Rafael et Eduardo Vergara Toledo tués par les carabiniers en 1985 durant la dictature.
- Madagascar (Union africaine) : jour férié en mémoire des victimes d'une insurrection de 1947[7].
- Taïwan : fête de la jeunesse / 青年節[8].

### Religieuses
- Bahaïsme : neuvième jour du mois de la splendeur / bahá' بهاء, dans le calendrier badí‘.
- Catholicisme voire christianisme plus largement : date possible pour le dimanche de la Quasimodo (ou de la divine miséricorde depuis 2000), une semaine après celui de Pâques donc entre présent 29 mars et 2 mai (soit le dimanche 24 avril, en 2022).

### Saints des Églises chrétiennes

#### Saints catholiqueset orthodoxes du jour
- Armogaste († 461), comte, Masculas, Archibald et Sature, martyrisés par les Vandales ariens en Afrique sous Genséric.
- Barachise et Jonas († 326), martyrs en Perse sous Shapur II.
- Diadoque de Photicé († Ve siècle), évêque de Photicé (en) en Épire, auteur des Cent chapitres gnostiques.
- Eustache de Naples († IIIe siècle), 7e évêque de Naples.
- Gonlay († vers 500) et Gladys, époux princiers au pays de Galles, parents de saint Cadoc / Cadou.
- Marc d'Aréthuse († 364), évêque de Rastane / Aréthuse en Syrie, martyr.
- Pasteur († IVe siècle), Victorin et leurs compagnons, martyrs à Nicomédie.
- Second d'Asti († 119), officier de l'armée romaine, martyr à Asti sous l'empereur Hadrien.

#### Saints et bienheureux catholiques
- Berthold du mont Carmel († 1188), bienheureux ermite au Mont-Carmel en Terre sainte, l'un des fondateurs de l'ordre du Carmel[9] .
- Diemode († 1130), bénédictine au monastère de Wessobrunn en Bavière.
- Étienne IX († 1058), abbé bénédictin au Mont-Cassin, 154e pape en 1058 ci-dessus.
- Guillaume Tempier († 1197), évêque de Poitiers.
- Hugues de Cambrai († 1236), bienheureux religieux à l'abbaye de Vaucelles.
- John Hambley († 1587), bienheureux prêtre anglais et martyr à Salisbury (Wiltshire, Angleterre).
- Ludolphe de Ratzebourg (en) († 1250), prémontré, évêque de Ratzebourg en Allemagne, persécuté par le duc Albert de Saxe.

#### Saint orthodoxe du jour(aux dates éventuellement"juliennes"/ orientales)
- Eustathe de Bithynie (VIIIe siècle / IXe siècle), évêque de Kios / Bérée en Bithynie, confesseur des saintes icônes[10].

### Prénoms du jour
Bonne fête aux Gladys et sa variante Gwladys (voire Gwelle en breton celtique).
Et aussi aux :
- Archibald, Archie ;
- Pasteur.

## Traditions et superstitions

### Dictons
- « À la sainte-Gladys les arbres fleurissent. »

### Astrologie
- Signe du zodiaque : 9e jour du signe astrologique du Bélier.